# Belair (Santa Lucía)
Belair es una localidad de Santa Lucía, que forma parte del distrito de Castries.